# Lorenne Geraldo
Lorenne Maria Geraldo Teixeira (ur. 8 stycznia 1996 w Conselheiro Lafaiete) – brazylijska siatkarka, grająca na pozycji atakującej, reprezentantka kraju. 

## Sukcesy klubowe
Puchar Brazylii:
- 2015, 2016, 2018

Superpuchar Brazylii:
- 2015[3]

Klubowe Mistrzostwa Ameryki Południowej:
- 2016

Mistrzostwo Brazylii:
- 2016
- 2025[4]
- 2019

## Sukcesy reprezentacyjne
Mistrzostwa Ameryki Południowej Kadetek:
- 2012

Puchar Panamerykański Kadetek:
- 2013[5]

Mistrzostwa Świata Kadetek:
- 2013[6]

Mistrzostwa Ameryki Południowej Juniorek:
- 2014[7]

Mistrzostwa Świata U-23:
- 2015

Mistrzostwa Świata Juniorek:
- 2015

Mistrzostwa Ameryki Południowej U-23:
- 2016[8]

Liga Narodów:
- 2019, 2021, 2022[9]

Mistrzostwa Ameryki Południowej:
- 2019, 2021

Mistrzostwa Świata:
- 2022[10]

Igrzyska Olimpijskie:
- 2024[11]

## Nagrody indywidualne
- 2015: Najlepsza atakująca Mistrzostw Świata Juniorek[12]
- 2019: MVP Mistrzostw Ameryki Południowej[13]